# Liste der Naturdenkmale in Birkweiler
Die Liste der Naturdenkmale in Birkweiler nennt die im Gemeindegebiet von Birkweiler ausgewiesenen Naturdenkmale (Stand 23. Mai 2024).

## Naturdenkmale
| Nr.         | Bezeichnung   | Lage                        | Beschreibung                                  | Bild            |
| ----------- | ------------- | --------------------------- | --------------------------------------------- | --------------- |
| ND-7337-178 | Friedenslinde | Kirchstraße, bei Nr. 9 Lage | Tilia sp., einer von ursprünglich zwei Bäumen | Fotos hochladen |

## Ehemalige Naturdenkmale
| Nr. | Bezeichnung       | Lage                                        | Beschreibung                                                 | Bild                                    |
| --- | ----------------- | ------------------------------------------- | ------------------------------------------------------------ | --------------------------------------- |
|     | Ödung am Geisberg | westlich des Ortes; Abteilung Geisberg Lage | flächenhaftes Naturdenkmal; Rechtsverordnung 1988 aufgehoben | Direkt Bild zu diesem Denkmal hochladen |